# Забар
Забар (малт. Ħaż-Żabbar, званично Città Hompesch) је један од 11 званичних градова на Малти. Забар је истовремено и једна од 68 општина у држави.

## Природни услови
Град Забар се сместио близу североисточне обале острва Малта и удаљен је од главног града Валете 9 километара источно.
Насеље се развило платоу, на око 2 км удаљености од мора. Подручје града је веома мало - 0,5 км², са покренутим тереном (40-55 м надморске висине).

## Историја
Подручје Забара било је насељено још у време праисторије и било је активно у старом и средњем веку, али није имало већи значај до 16. века.
Данашње насеље вуче корене од велике опсаде острва од стране Турака 1565. године. После тога владари Малте, Витезови светог Јована су изградили на овом месту утврђено насеље, чији се обим није много мењао током каснијих епоха и владара (Наполеон, Велика Британија).
Град је веома страдао од нацистичких бомбардовања у Другом светском рату, али је после тога обновљен.

## Становништво
Становништво Забара је по проценама из 2008. године бројало нешто преко 17 хиљада становника, што је 5. по величини малтешка општина.

## Галерија
- Општина Забар
- Богородичина катедрала у Забару